# Горка-Заречье
Горка-Заречье — деревня в Череповецком районе Вологодской области.
Входит в состав Воскресенского сельского поселения, с точки зрения административно-территориального деления — в Воскресенский сельсовет.
Расстояние по автодороге до районного центра Череповца — 33 км, до центра муниципального образования Воскресенского — 9 км. Ближайшие населённые пункты — Романово, Большой Двор, Ельнинское.
По переписи 2002 года население — 3 человека.